# 包子铺
《包子舖》是2014年1月20日，作曲家吴颂今创作的一首华语歌曲。该曲称赞中共中央总书记习近平在吃包子事件中表现出的亲民作风，被称为“神曲”。

## 创作背景
吴颂今在接受采访时称得知习近平排队买包子的举动后非常感动，随即联系了词作家邹当荣合作，用了三天时间，创作出《包子舖》歌词，又用了七天时间，借用京剧的曲调谱成歌曲。

### 其他歌曲
- 《要嫁就嫁习大大这样的人》
- 《习总书记的恩情永不忘》
- 《不知该怎么称呼你》
- 《习大大爱着彭麻麻》
- 《习大大，人人夸》
- 《习主席寄语》
- 《东方又红》

### 相關
- 对习近平的争议
- 习近平个人崇拜
- 习近平吃包子事件
- 对习近平的负面称呼